# Egby
Egby ist ein zur Gemeinde Borgholm der Provinz Kalmar län gehörendes Dorf auf der schwedischen Ostseeinsel Öland.

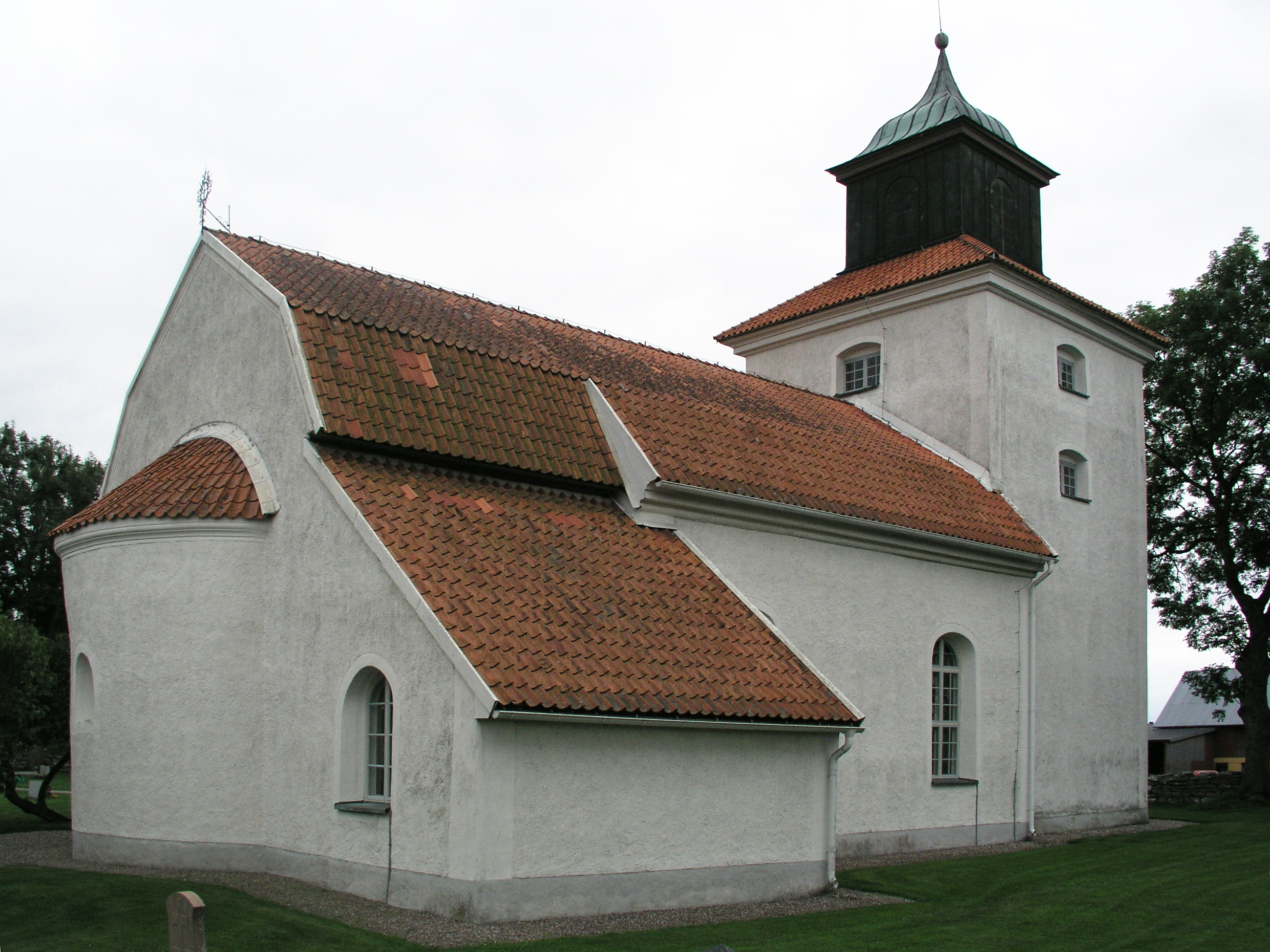
Kirche von Egby

Das Dorf mit dem Status eines Småort (bis 2000 und wieder seit 2015; zwischenzeitlich war die Einwohnerzahl unter 50 gesunken) liegt östlich von Köpingsvik an der parallel zur Ostküste der Insel verlaufenden Landstraße. Die Fläche der Siedlung beträgt 37 Hektar.
Die Kirche von Egby ist für ihre zum Teil noch aus dem Mittelalter stammende Ausstattung bekannt. In der Umgebung von Egby bestehen mehrere der für Öland typischen Windmühlen.